# Kielich Higiei

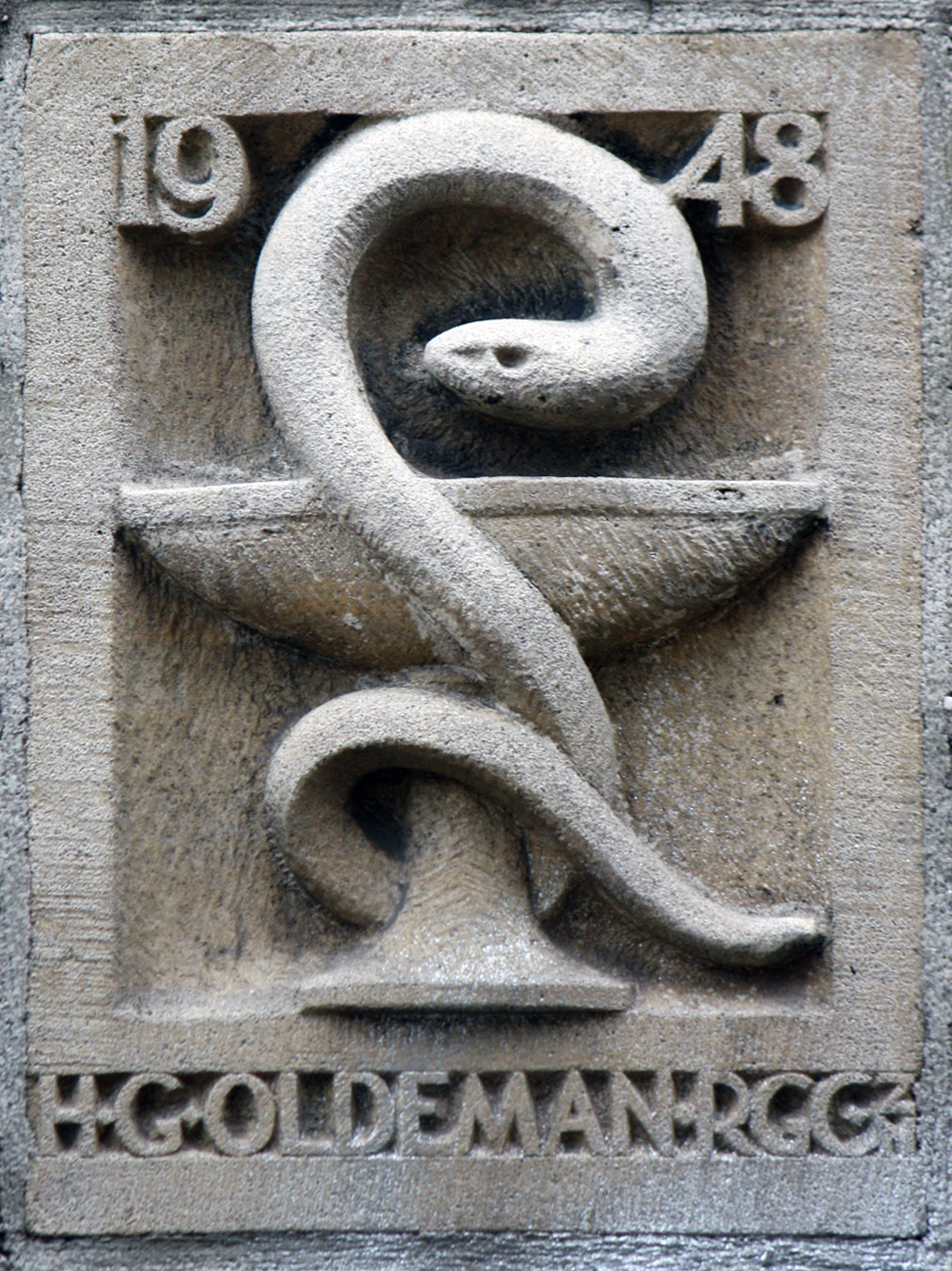
Apotheeksteen Raamstraat Groningen

Kielich Higiei (także Puchar Higiei, Czara Higiei) – symboliczny kielich (puchar).
W sztuce przedstawiany jest zwykle w formie kielicha (symbolizuje zdrowie) bez ozdobień, z oplatającym go wężem (ze względu na swe linienie – „odradzanie się” – symbolizuje ciągłą samoodnowę życia, ozdrowienie, długowieczność, uzdrawianie). Według mitologii greckiej czara (lub kielich) i wąż należały do atrybutów bogini zdrowia, Higiei.

## Symbol farmacji
Stanowi symbol (znak) farmacji.

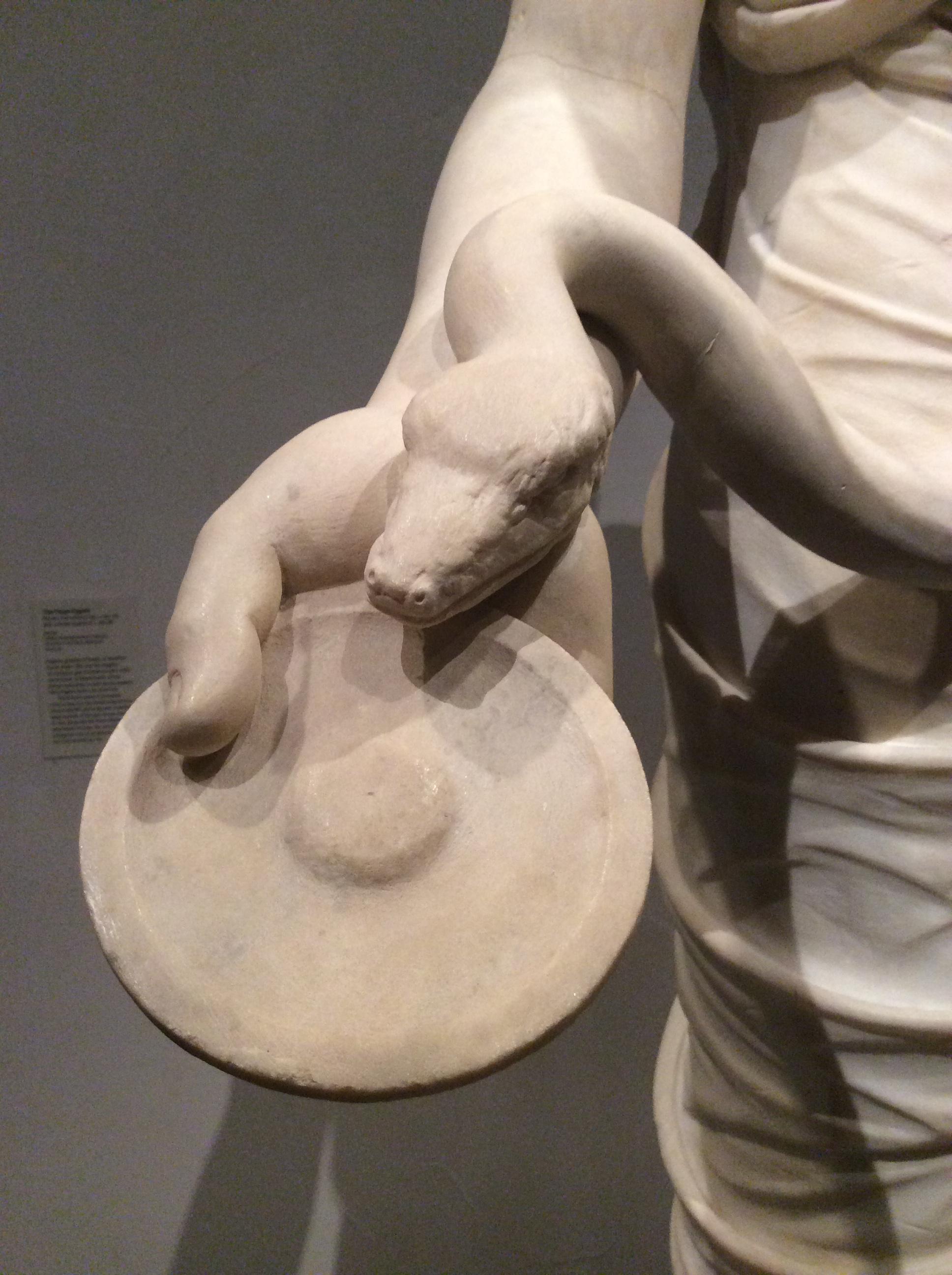
Eskulap i kielich. "The Hope Hygieia". Fragment rzeźby rzymskiej z II wieku na podstawie oryginału greckiego (ok. 360BC).
LACMA, Los Angeles